# 久伊豆社 (鴻巣市笠原)
久伊豆社（ひさいずしゃ）は、埼玉県鴻巣市の神社。

## 歴史
創建年代は不明である。ただ『日本書紀』安閑天皇元年閏十二月条には「笠原」という氏族（姓（かばね）は「直」）が登場しており、約1500年も前から当地が既に開発されていたことがうかがえる。その後も平安時代後期から鎌倉時代にかけて、野与党の一員とされる「笠原氏」が登場しており、その野与党が崇敬していた久伊豆神社を勧請したものと推測される。隣の東光寺が別当寺であった。
1873年（明治6年）、近代社格制度に基づく「村社」に列せられ、1909年（明治42年）の神社合祀により周辺の4社が合祀された。

## 交通アクセス
- 路線バス笠原十字路停留所より徒歩2分。